# Азовська Віра Яківна
Віра Яківна Азо́вська (нар. 30 вересня 1894, Борзна — пом. 9 жовтня 1958, Дніпропетровськ) — українська радянська акторка театру. Заслужена артистка УРСР з 1943 року.

## Біографія
Народилася 18 [30] вересня 1894 року в місті Борзні (нині Ніжинський район Чернігівської області, Україна). Закінчила жіночу гімназію.
Упродовж 1935—1958 років працювала в Дніпропетровському українському музично-драматичному театрі імені Тараса Шевченка. Померла у Дніпропетровську 9 жовтня 1958 року.

## Ролі
- Аграфена Семенівна («Шельменко-денщик» Григорія Квітки-Основ'яненка);
- Ганна («Безталанна» Івана Карпенка-Карого);
- Параска («В степах України» Олександра Корнійчука);
- Мати («Мати своїх дітей» Олександра Афіногенова);
- Біке («Честь сім'ї» Гусейна Мухтарова).